# جان احمد (چادگان)
جان احمد (چادگان)، روستایی از توابع بخش چنارود شهرستان چادگان در استان اصفهان ایران است.

## جمعیت
این روستا در دهستان چنارود شمالی قرار دارد و براساس سرشماری مرکز آمار ایران در سال ۱۳۸۵، جمعیت آن ۳۵ نفر (۹خانوار) بوده‌است.